# 위메이드 엔터테인먼트
위메이드(Wemade Co., Ltd.)는 2000년도에 설립된 대한민국의 게임회사이다. '미르의전설2'는 현재 서비스 중인 대한민국 내 단일 게임 사상, 전 세계 누적 매출 최대기록을 보유하고 있다. 2007년 출시한 '창천온라인'은, 같은 해 대한민국 게임대상 최우수상(국무총리상)을 수상하기도 했다.
가상화폐 WEMIX(위믹스) 발행사이다.

## 제품
온라인 게임
- 이카루스
- 천룡기
- 창천 온라인
- 아스테르 온라인
- 타르타로스
- 쯔바이 온라인
- 실크로드 온라인
- 젬파이터
- 미르의 전설 2
- 미르의 전설 3
- 미르의 전설 X
- 로스트사가

모바일 게임
- 윈드러너
- 윈드러너2
- 윈드소울
- 신무
- 바이킹아일랜드
- 에브리타운
- 아크스피어
- 아틀란스토리
- 두근두근 레스토랑
- 로스트판타지
- 전쟁의 시대
- 격추왕
- 드래곤 헌터
- 캔디팡
- 슈가팡
- 터치파이터
- 에어헌터
- 날아라 팬더
- 스카이 뱅글
- 실크로드
- 히어로스퀘어

## 같이 보기
- 위메이드 폭스